# Maison de Saint-Thibault
La maison de Saint-Thibault, ou maison des Orphelines, est une maison située à Provins, en France.

## Localisation
La maison est située dans la ville-haute de Provins, en Seine-et-Marne, au 50 rue Saint-Thibault.

## Historique
La façade et la cave voûtée sont inscrites au titre des monuments historiques en 1962.